# مصطفی سارپ
مصطفی سارپ (انگلیسی: Mustafa Sarp؛ زادهٔ ۵ نوامبر ۱۹۸۰) بازیکن فوتبال اهل ترکیه است.
از باشگاه‌هایی که در آن بازی کرده‌است می‌توان به باشگاه ورزشی کایسری ارجیسپور، باشگاه فوتبال آنکارا اسپور، باشگاه فوتبال گالاتاسرای، باشگاه فوتبال مرسین، باشگاه فوتبال الازیغ‌اسپور، باشگاه فوتبال مانیسااسپور، باشگاه فوتبال استانبول باشاک‌شهر، باشگاه فوتبال کاردمیر قره‌بوک‌اسپور، باشگاه فوتبال بورسااسپور، و باشگاه فوتبال سامسون‌اسپور اشاره کرد.
وی همچنین در تیم ملی فوتبال Turkey B بازی کرده‌است.